# Sigvald Hellberg
Sigvald A. Hellberg (20. august 1890 i København – 13. april 1962) var en dansk fagforeningsmand og politiker, der først var kommunist og siden socialdemokrat.
Hellberg tilbragte det meste af barndomstiden som plejebarn i 7 forskellige familier forskellige steder i landet. Under et af disse ophold, i Næstved, blev han udlært som typograf i 1909 og arbejdede og rejste i England og en række lande på kontinentet 1911-13. Han opholdt sig især i Cardiff i Wales, hvor han bl.a. hjalp til på det engelske sømandsforbunds lokale kontor, og hvor han oplevede en stor sømandsstrejke. Senere gik han på valsen og arbejdede bl.a. en tid som maler i Sydfrankrig. Samtidig var han aktiv deltager i de olympiske lege i Stockholm 1912.
Hjemvendt til Danmark virkede han som typograf i København, men opholdt sig også i Næstved, hvor han 1912 gik ind i Socialdemokratisk Ungdomsforbund (SUF). 1914 avancerede han til medlem af forretningsudvalget og hovedkasserer for SUF, og 1917-19 var han redaktør af dets blad Fremad. I denne periode modtog SUF besøg af Zimmerwaldbevægelsens sekretær Balabanoff, der anmodede dem om at forsøge at skaffe kontakt med de engelske socialistiske krigsmodstandere. Ved bevægelsens stiftende konference i september 1915 havde det Uafhængige Arbejderparti i England lovet at deltage, men den engelske regering nægtede at give partiets repræsentanter udrejsetilladelse. Derfor så bevægelsen dagens lys uden deltagere fra det vigtige britiske parti, men i stedet rejste Sigvald Hellberg til England og knyttede kontakten.
I 1919 spillede Hellberg en nøglerolle i SUFs brud med Socialdemokratiet, og året efter var han medstifter af Det Venstresocialistiske Parti (senere: Danmarks Kommunistiske Partis) og fik en plads i hovedledelsen, hvor han sad indtil 1926. Han blev også forretningsfører for partiets nye blad Arbejdet, indtil det i 1921 blev lagt sammen med Solidaritet og blev til Arbejderbladet. Inden for SUF havde Hellberg sammen med sine jævnaldrende og ligeledes typografer Ernst Christiansen og Johannes Erwig udgjort venstrefløjen, men kom de nu til at udgøre højrefløjen inden for DKP. Partiet var imidlertid præget af store interne spændinger, som blev udløst ved DKPs sprængning i 1922. Samme år havde Hellberg karakteriseret ledelsen af Komintern – som DKP var medlem af – som et nyt pavedømme. De tre typografer blev dog i DKP med Ernst Christiansen som formand. Han trak sig fra formandsposten i 1926 og blev erstattet af Hellberg, som kun fik 1 år på posten. I sit år som formand foreslog han DKP sammenlagt med Socialdemokratiet, men kunne ikke skaffe tilstrækkelig opbakning til ideen.
Omtrent samtidig var Hellberg blevet arbejdsløs, men blev 1928 formand for Dansk Typograf-Forbunds Københavns-afdeling, hvilket han var i næsten to årtier indtil 1945. På det tidspunkt var han stadig medlem af DKP, men i 1930 ansøgte han om at måtte indtræde i Socialdemokratiet, hvilket blev bevilget. Inden for fagbevægelsen var han også medlem af Typografforbundets hovedbestyrelse 1926-45 og blev æresmedlem af forbundet 1946. Han var skandinavisk repræsentant i Internationale Typograf-Sekretariat 1939-49 og medlem af forretningsudvalget for De samvirkende Fagforbund fra 1934.
1938 kom han ind i Københavns Borgerrepræsentation, hvor han var formand fra 1946 til sin død 1962. Han var tillige leder af Arbejderbevægelsens Informations Central (AIC) fra 1945 til sin død. Under den kolde krig spillede AIC en væsentlig rolle i overvågningen af kommunister i Danmark, og AIC var især aktiv i den periode, hvor Hellberg var formand.
Derudover var han stifter af og formand for Parkkvarterets Boligforening fra 1923, medlem af repræsentantskabet for Arbejdernes Fællesorganisations Brændselsforretning fra 1931, af Statens håndværker-låneudvalg 1936-50, af Lærlingerådet 1937-56 og af Lærlingekommissionen af 1952, formand for det faglige udvalg for bogtrykfaget i Danmark 1937-44 samt rådgivende delegeret ved Det internationale Arbejdsbureaus konferencer i Genève 1936 og 1937 og i San Francisco 1948 samt ved FN's møde i New York 1954.